# Pierre-René Masson
Ne doit pas être confondu avec René Masson.
Pour les articles homonymes, voir Masson.
Pierre-René Masson, né le 13 décembre 1845 à Rambouillet et mort assassiné le 16 février 1881 vers Ouargla, est un officier et explorateur français. 

## Biographie
Il est né place des Herbes à Rambouillet le 13 décembre 1845. Après le lycée de Versailles, il entre à l'école militaire de Saint-Cyr en octobre 1864 avec le no 21 et en sort avec le no 9.
Capitaine d'État-major, aide de camp du général de brigade Sanglé-Ferrière, il prend part à la Guerre de 1870 durant laquelle il est fait prisonnier. 
Il sert ensuite chez les Zouaves à Alger de 1871 à 1873 puis à Oran en 1874. Devenu aide de camp du général Carteret-Trécourt à Constantine, il est blessé en 1876 à El-Amri. 
Il participe en 1881 à l'expédition Flatters et est massacré avec tous ses compagnons par les Touareg sur le chemin de Ouargla. 
Jules Verne le mentionne dans son roman Mathias Sandorf (partie 5, chapitre IV) lorsqu'il évoque la mission Flatters. 
La place René Masson à Rambouillet est baptisée en son honneur le 24 juillet 1881. Une plaque commémorative avait été apposée sur sa maison natale à Rambouillet.